# Баронов, Константин Фёдорович
Константи́н Фёдорович Баро́нов (21 октября (11 ноября) 1890, Смоленск — 12 июля 1943, Тбилиси) — советский военачальник, генерал-майор (1940).

## Биография
Русский.
Служил в Русской императорской армии с 1913 года. Окончил Виленское военное училище в Полтаве (в 1916 году окончил ускоренный курс военного времени).
Участник первой мировой войны, воевал на Северном и Юго-Западном фронтах. Служил в 85-м Выборгском пехотном полку 22-й пехотной дивизии: младший офицер, командир роты, командир батальона, был дважды ранен, неоднократно награждён. Последнее звание в РИА — поручик (1917).
В Красной армии с 1918 года. В годы Гражданской войны в 1919 году был начальником маневренного отряда курсантов, затем командиром бригады курсантов. Участвовал в боях на 3ападном фронте в составе Эстляндской Красной армии по освобождению Эстонии от буржуазных националистов и белогвардейцев, в обороне Петрограда и Ямбургской наступательной операции против войск генерала Юденича. В 1920—1922 годах — командир стрелкового полка, бригады курсантов, начальник пехотных курсов на Южном фронте.
Член ВКП(б) с 1925 г. Окончил Высшие академические курсы комсостава при Военной академии РККА в 1924 году. Окончил Военную академию РККА имени М. В. Фрунзе в 1934 году (учился в ней с 1932 года).
С декабря 1934 года — командир 53-й стрелковой дивизии в Приволжском военном округе. С декабря 1940 года — командир 23-го стрелкового корпуса в Закавказском военном округе. 26 ноября 1935 года ему присвоено персональное воинское звание комбриг, а 4 июня 1940 года — генерал-майор.

## Участие в Великой Отечественной войне
С начала Великой Отечественной войны 23-й стрелковый корпус К. Ф. Баронова оставался в Закавказье и в боевых действиях не участвовал. В конце июля 1941 года в Закавказском военном округе на базе 23-го стрелкового корпуса была сформирована 45-я армия, командующим которой назначен генерал-майор К. Ф. Баронов. В августе 1941 года армия вошла в состав войск Закавказского фронта и выполняла задачи по прикрытию государственной границы с Турцией и частью сил — по охране коммуникаций в Иране, куда советские войска были временно введены на основе советско-иранского договора 1921 года. С октября 1941 года К. Ф. Баронов — командующий 47-й армией Закавказского фронта (30 декабря 1941 года переименован в Кавказский фронт.
В конце января 1942 года армия была передислоцирована на Керченский полуостров, вошла в состав Крымского фронта, где вела напряжённые бои с войсками 11-й немецкой армии. За то, что армии не удалось добиться существенных успехов, К. Ф. Баронов был 7 февраля 1942 года снят с должности командарма и понижен в должности. С марта 1942 года — исполняющий должность заместителя командующего 51-й армией Крымского фронта. В мае 1942 года войска фронта, в том числе и 51-й армии, потерпели жестокое поражение в ходе Керченской оборонительной операции и были вынуждены оставить Крым и эвакуироваться на Таманский полуостров. Там 51-я армия была передана Южному фронту, в июле армия была переброшена на р. Дон и вошла в состав Сталинградского, а затем Юго-Восточного и с октября — вновь Сталинградского фронтов. С 19 ноября 1942 года армия участвовала в контрнаступлении советских войск под Сталинградом. В январе—феврале 1943 года в составе войск Южного фронта армия участвовала в Ростовской наступательной операции. В июле 1943 года умер от болезни или вследствие осложнений от контузии. Похоронен в Тбилиси.

## Семья
Отец Баронов Фёдор Петрович, мать Баронова (Рединская) Варвара Антоновна, брат Баронов Михаил Федорович, племянница Баронова, Ирина Михайловна (дочь Михаила Фёдоровича).

## Награды
в Российской императорской армии:
- орден Святой Анны З-й степени с мечами и бантом
- орден Святой Анны 4-й степени с надписью «За храбрость»
- орден Святого Станислава 2-й степени http://gwar.mil.ru/heroes/document/50000029/?page_id=50047765
- орден Святого Станислава З-й степени с мечами и бантом
- светло-бронзовая медаль «В память 300-летия царствования Дома Романовых».

в РККА:
- орден Ленина
- орден Красного Знамени (22.02.1941)
- орден Суворова 2-й степени
- орден Кутузова 2-й степени
- орден Красной Звезды (16.08.1936)
- медали.

## Отзывы сослуживцев
53-я стрелковая дивизия родилась в огне гражданской войны, в 1919 году. Это было кадровое соединение со славными традициями. В предвоенные годы ею командовал генерал-майор К. Ф. Баронов, в прошлом офицер царской армии, человек исключительно собранный, образованный. Он прекрасно знал людей, был отличным организатором и воспитателем. В дивизии его уважали. Он любил дивизию и умело ею руководил. В апреле 1941 года Константин Федорович получил новое назначение. Мы все тяжело переживали его уход. (После узнали, что, командуя армией в Крыму, генерал Баронов был тяжело контужен. 15 июня 1943 года он умер. В том же году в станице Крымская погиб и его сын Вячеслав.)— Пласков Г. Д. Под грохот канонады. — М.: Воениздат, 1969. — 352 стр. — («Военные мемуары»). — С.126.